# 잠자리과
잠자리과(Libellulidae)는 잠자리목 잠자리하목의 하위 분류이다. 전 세계에 분포하며 1000종 이상이 알려져 있다. 대부분 물가에서 산다.

## 하위 아과
- Brachydiplacinae
- Leucorrhiniinae
- Libellulinae
- Onychothemistinae
- Palpopleurinae
- Sympetrinae
- Tetrathemistinae
- Trameinae
- Trithemistinae
- Urothemistinae
- Zygonychinae
- 미분류 아과
  - Orionothemis

## 사진

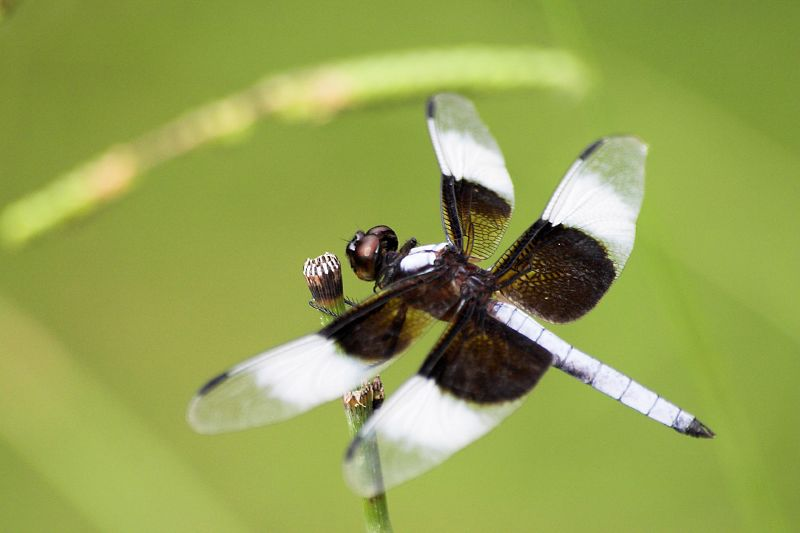
Libellula luctuosa 수컷
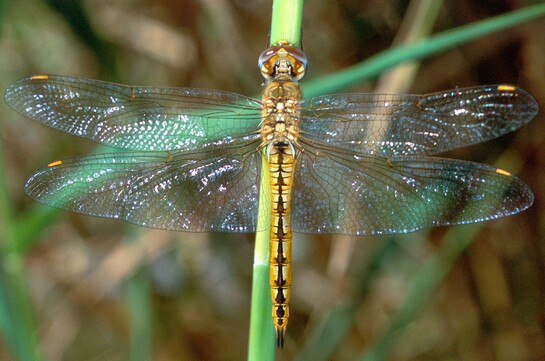
된장잠자리
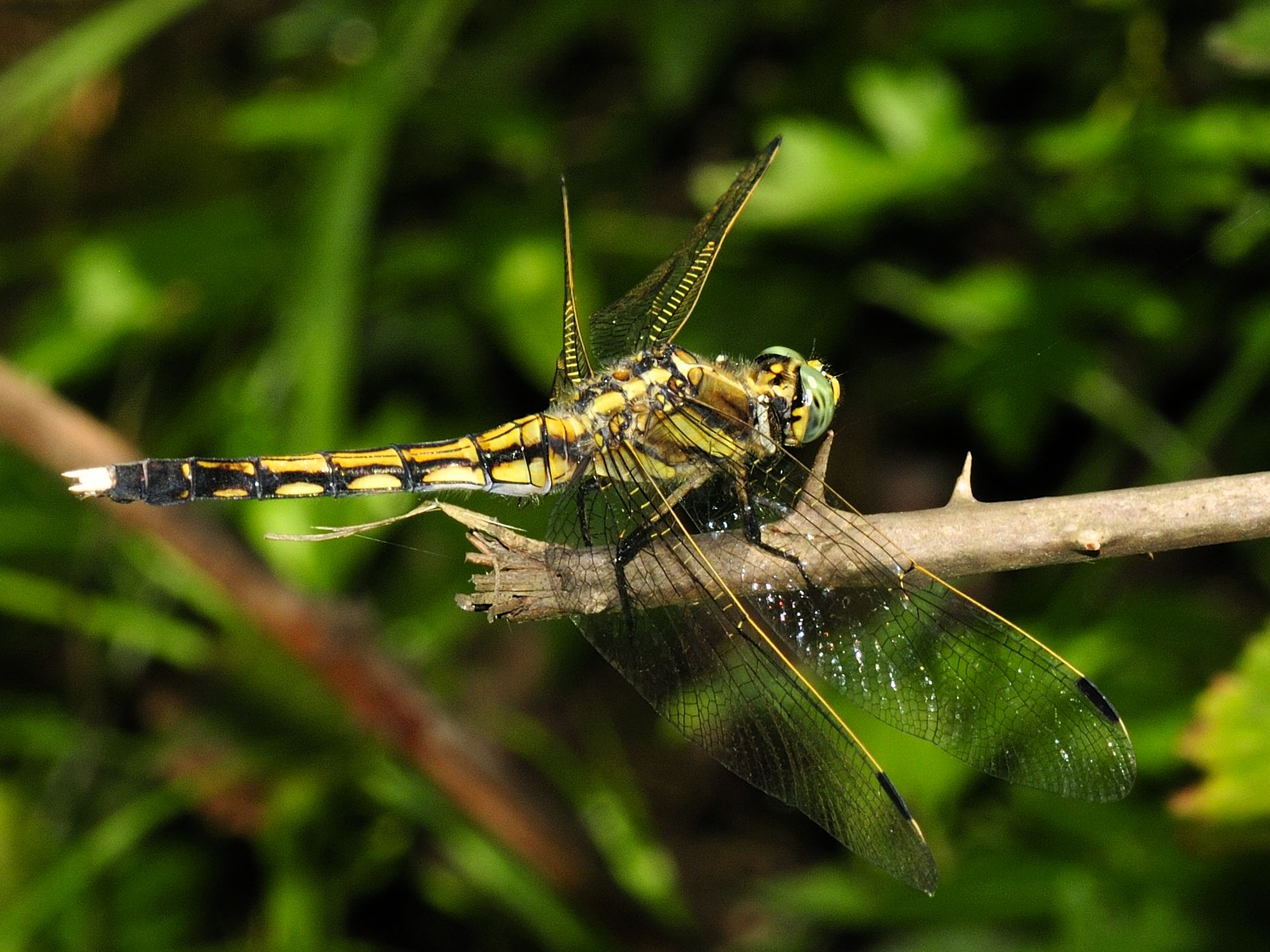
밀잠자리